# Eriocaulaceae
Eriocaulaceae Martinov è una famiglia di piante appartenente all'ordine Poales.

## Descrizione
La maggior parte delle specie sono erbacee perenni, sebbene alcune siano annuali. La loro morfologia ricorda quella delle famiglie Cyperaceae e Juncaceae e presentano piccoli fiori ad impollinazione anemofila, raggruppati in infiorescenze simili a capolini.

## Distribuzione e habitat
Si tratta di una famiglia ad ampia distribuzione, con la maggior diversità riscontrabile nelle regioni tropicali soprattutto dell'America.  Pochissime specie sono diffuse nelle regioni temperate: solo 16 vivono negli USA, 2 in Canada e soltanto una (Eriocaulon aquaticum) in Europa.
Generalmente vivono nei suoli bagnati e alcune crescono in acque poco profonde.

## Tassonomia
La famiglia comprende i seguenti generi:
- Comanthera L.B.Sm.
- Eriocaulon L.
- Leiothrix Ruhland
- Mesanthemum Körn.
- Paepalanthus Mart.
- Rhodonanthus Herzog
- Syngonanthus Ruhland